# Исмет Хоро
Исмет Хоро је бошњачки комичар који најчешће објављује аудио-касете и компакт-дискове са шаљивим причама, вицевима и пјесмама.

## Каријера
Објавио је преко 10 албума и још увијек је активан на сцени. Овим послом је почео професионално да се бави 1995/1996.

## Дискографија
Поред аудио-касета и компакт-дискова, Исмет Хоро је објавио и двије ВХС касете и један DVD. Такође је објавио један албум са двама другим комичарима, Османом Џихом и Џемалом Драгољем, и један само са Османом Џихом.
- 1995 - Ал' сам испо сељак
- 1996 - Дав'диш туге без Југе
- 1997 - Босна је била и биће
- 1998 - Штаћу, кад сам таки
- 1999 - Нове форе Исмета Хоре
- 2000 - Шути и трпи
- 2001 - Наша је срећа у канти смећа
- 2002 - Хоро тражи коку
- 2003 - Смијехом против бора уз Исмета Хора
- 2004 - Стисло са свих страна
- 2005 - Тјерају ме у Европу, а ја најмам ни за клопу
- 2006 - Добра вакта ко образа нејма
- 2007 - Овдје ни локум није рахат
- 2013 - Не кради

### Додатни албуми
- 2000 - Један је Исмет Хоро
- 2001 - Ја само пјевам
- 2003 - Хоро и Пајдо: Из очију нам краду
- 2004 - Три мајстора смијеха
- 2006 - Уживо
- 2007 - Ал' сам испо сељак (издање 2007)

### ВХС и DVD
- 2001 - Нове форе - Двије жене, а ја сам
- 2002 - Тражим дјевицу да одморим љевицу
- 2004 - Ја кокуз, Вехбија баксуз
- 2013 - Не кради